# Dicrotendipes peringueyanus
Dicrotendipes peringueyanus är en tvåvingeart som beskrevs av Jean-Jacques Kieffer 1924. Dicrotendipes peringueyanus ingår i släktet Dicrotendipes och familjen fjädermyggor. Inga underarter finns listade i Catalogue of Life.